# Vulgární latina

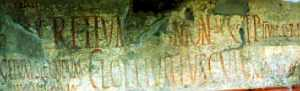
Nápisy v Pompejích

Vulgární latina nebo lidová latina (latinsky sermo vulgaris tedy lidový jazyk) je všeobecné označení pro mluvené nářečí latiny v Římské říši (hlavně v západních provinciích) zhruba až do období 9. století, kdy se z jednotlivých nářečí vyvinuly románské jazyky. Na toto období navazuje a částečně se s ním překrývá další fáze vývoje latiny, která existuje paralelně dál, viz středověká latina.
I když pojem není omezený jen na pozdně latinské období, mnohé rysy a pravděpodobně i nářečí se objevily až v tomto období, a proto se o lidové latině hovoří hlavně od tohoto období.
Při bližším pohledu má lidová latina více definicí:
- Za prvé je to mluvená latina Římské říše. Při psaní se naopak používala pozdější latina odvozená od (poměrně umělé) klasické latiny.
- Za druhé je to podle některých názorů hypotetický předchůdce románských jazyků. Tento jazyk možno rekonstruovat jen na základě ojedinělých nápisů (např. v Pompejích) a pozdějších románských jazyků:
  - a) všech románských jazyků
  - b) jen západorománských jazyků: nářečí na sever a západ od čáry La Spezia-Rimini, Francie a pyrenejského poloostrova, jako i slabě doložená románská řeč severozápadní Afriky. Podle této koncepce se tedy jihovýchodní italština, rumunština a dalmatština vyvinuly odděleně od ostatních románských jazyků.
- Za třetí je to podle některých názorů označení gramatických inovací v mnohých pozdnělatinských textech, jako například Peregrinatio Aetheriae ze 4. století nebo texty Gregoria z Toursu. Tyto texty jsou velmi cenné, protože „chyby“, které se v nich vyskytují, dokládají tehdejší hovorový jazyk.

Románské jazyky se vyvinuly z lidové latiny pozdnělatinského období, nazývané sermo romana rustica, a ne tedy z psané latiny. Často přitom byly místo neutrálních latinských slov přebrány expresivnější: např. „caput“ (hlava) byl nahrazeno slovem „testa“ (mísa, hliněný hrnec), z toho ve fr. tête (hlava); nebo „equus“ (kůň) byl nahrazen slovem „caballus“ (pracovní kůň, starý kůň), z toho ve fr. cheval / it. cavallo / šp. caballo / port. cavalo (prostě kůň).
Nejbližším současným jazykem k vulgární latině je sardinština.

## Příklady

### Číslovky
| Vulgární latina | Česky |
| unus, una/o     | jeden |
| duo(s), dvi     | dva   |
| tres            | tři   |
| quattor/tro     | čtyři |
| cinque          | pět   |
| ses             | šest  |
| septe           | sedm  |
| octo            | osm   |
| nove            | devět |
| dece            | deset |

## Vzorový text

### Všeobecná deklarace lidských práv
| vulgární latina | Omnes omines nascunt liberi ed equales in dignitate ed derectos. Sunt dotati de ratione ed anima ed debent agire inter se como fratres.    |
| překlad         | Všechna znamení se rodí svobodná a rovná v důstojnosti a vzdělání. Jsou nadáni rozumem a duší a měli by se mezi sebou chovat jako bratři   |
| česky           | Všichni lidé se rodí svobodní a sobě rovní co do důstojnosti a práv. Jsou nadáni rozumem a svědomím a mají spolu jednat v duchu bratrství. |